# عائشة فرانز
عائشة فرانز (بالألمانية: Aisha Franz)‏ هي رسامة توضيحية ألمانية، ولدت في 1984 في فورت في ألمانيا.